# Regimiento de Infantería n.º 2 «Maipo»
El Regimiento de Infantería N.º 2 «Maipo» es una de las unidades militares más antiguas y de más tradición del Ejército de Chile. Actualmente pertenece a la II División Motorizada Ya en 1814 se crearon los batallones de infantería 1.º, 2.º, 3.º, y 4.º
La unidad estuvo presente en los siguientes conflictos: Revolución de 1859, Guerra contra España (1866), donde no se registraron combates terrestres; diversas campañas en territorio mapuche, la Guerra del Pacífico (1879-1884), donde obtuvo sus acciones más distinguidas, y la Guerra Civil de 1891, donde la unidad fue destruida.

## Orígenes (1851-1859)
El origen de la unidad es el batallón 3.º de Línea, mismo que fue creado con fecha 22 de septiembre de 1851, en reemplazo del 3.º de Línea “Carampangue” que se había sublevado contra el Gobierno en Concepción.

En virtud de las facultades extraordinarias de que me hallo investido por la ley de 14 del actual, he venido en acordar y decreto: "Organícese un batallón en esta capital con la denominación de núm. 3 de línea, al mando del coronel don Juan Vidaurre - Leal, y compuesto de los oficiales, clases y tropa que los demás del Ejército".

Con fecha 29 de abril de 1852, el 3.º pasó a denominarse 2.º de Línea.

"Los batallones de infantería se denominarán 1.º, 2.º, 3.º, 4.º y 5.º; siendo 1.º el que hoy lleva el nombre de Buin, que conservará antepuesto al número; 2.º el que hoy se llama n.º 3; 3.º el que se titula 1.º ligero; 4.º el que se denomina 5; y 5.º el que lleva el nombre de Santiago."

Antes de la guerra la unidad había visto acción en el combate de Cerro Grande durante la Revolución de 1859.

## Guerra del Pacífico (1879 - 1884)
Durante la guerra llevó el nombre "Regimiento 2° de Línea".

### Campaña de Antofagasta (febrero a octubre de 1879)
El 2.º de Línea fue embarcado el 12 de febrero de 1879 en el transporte Rímac con rumbo a Antofagasta, siendo de las primeras unidades en ocupar esa zona. donde permaneció hasta mediados de marzo de 1879, cuando formó parte de la expedición destinada a ocupar Calama, en el río Loa.
En dicha acción se vio comprometido en una operación de limpieza de la orilla norte del río, donde grupos de tiradores bolivianos ofrecían resistencia, esta acción costó a la unidad 1 herido.
Ocupada Calama permaneció en el sector, realizando constantes patrullas a los sectores cercanos. Con fecha 26 de marzo la unidad fue transformada en Regimiento, conservando su nombre, en un desgraciado accidente al cruzar una carreta con enfermos el río Loa, esta se volcó resultando la muerte de cuatro de estos ahogados, a causa de quedar aplastados por la carreta.
La unidad fue llamada a Antofagasta y embarcada como parte de las fuerzas destinadas a ocupar el departamento peruano de Tarapacá.

### Campaña de Tarapacá (noviembre de 1879)

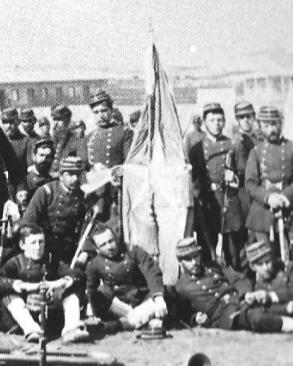
Estandarte y escolta del Regimiento n.º 2 «Maipo», según una foto que la oficialidad se tomó en Antofagasta en 1879. Al momento de la batalla de Tarapacá, el oficial portaestandarte era el subteniente Telésforo Barahona Romero, muerto allí

Trasladado en el convoy de invasión, el 2 de noviembre de 1879, una fuerza de 90 hombres de la unidad participaron como parte de la segunda oleada del desembarco en Pisagua, esta acción costó a la unidad la muerte de 3 soldados y 8 heridos.
Una vez desembarcada la unidad completa, permaneció en el sector Pisagua-Hospicio, por lo cual no participó en la batalla de Dolores, el 19 de noviembre, se dirige a marchas forzadas a la zona de la batalla, sin embargo, el enemigo se ha retirado de modo que queda de guarnición en la zona, cuando el teniente coronel de la Guardia Nacional José Francisco Vergara, que exploraba en busca del enemigo con unos 400 hombres, solicita infantería de refuerzo, se le envía al 2.º de línea, el grueso de la Artillería de Marina, el batallón de la Guardia Nacional "Chacabuco", y un piquete de Cazadores, cerca de 1900 hombres. La persecución de lo que se creía restos del ejército aliado, demostró estar equivocada, toda vez que en Tarapacá, acampaba el grueso del I Ejército del Sur peruano, sin caballería ni artillería.
El 27 de noviembre de 1879, la unidad penetró a la quebrada de Tarapacá con siete de sus ocho compañías, por la cuesta bisagra. En la quebrada, la unidad fue atacada desde las alturas por la división Bolognesi (III División peruana), por lo que despachó sucesivamente para conjurar este peligro cuatro de sus compañías, las tres restantes continuaron avanzando pero se encontraron atacadas y masacradas por más tropas peruanas. En este combate se sufrieron tremendas bajas entre los hombres; además, se perdió el estandarte de la unidad, que tomado por Mariano Santos Mateo, el único caído en poder de los aliados durante la guerra y esto después de que muriera casi toda la escolta del estandarte, solo sobrevivió uno de los escoltas quien quedó herido, es de hacerse notar que, a diferencia de hoy en día, la escolta del estandarte la componían un grupo de sargentos veteranos.
La otra compañía, que operaba con las tropas del teniente coronel Ricardo Santacruz también sufrió numerosas bajas, finalmente de los cerca de 950 hombres de la unidad se perdieron 407, entre ellos 338 muertos y 69 heridos, más algunos prisioneros, cabe decir sobre el 40 % de los efectivos presentados al combate, entre los muertos figuraron dos de los tres comandantes de la unidad.
La unidad fue reorganizada luego de la desastrosa batalla y sus bajas rellenadas, siendo incorporado a la 2.ª División en diciembre de 1879.

### Campaña de Tacna y Arica (febrero a junio de 1880)
En febrero de 1880, nuevamente fue embarcado rumbo al puerto peruano de Ilo, y poco después en marzo fue despachada como parte de la división Baquedano, enviada a neutralizar la 1.ª División del 2.º Ejército del Sur Peruano, luego de realizar una terrible marcha por el desierto la unidad llega a Moquegua, pocos días después la unidad entra en combate en Los Ángeles, en teoría debía avanzar junto a otras fuerzas a fin de situarse en posiciones donde poder cortar la retirada de las tropas peruanas, pero junto con el amanecer fue sorprendida en una angosta quebrada desde donde a pesar de ser tremendamente superiores en número a las tropas que le atacaban no podían ejercer su superioridad. Luego de momentos muy angustiosos la unidad logró encontrar un camino para ganar alturas y subió a una pieza de artillería, apoyados por ella se pudo desalojar por fin al enemigo, luego de cuatro horas de lucha, las que costaron a la unidad 1 muerto y 15 heridos.
La unidad quedó entonces en el sector hasta abril, cuando le fue ordenado trasladarse por tierra hacía el río Sama, pero a causa de una epidemia, la unidad presentó a la batalla de Tacna, el 26 de mayo sólo 598 hombres, es decir el equivalente a sólo un batallón, a la unidad le correspondió cargar contra el centro de la línea aliada, al final de la acción se habían perdido 229 hombres, 30 muertos y 199 heridos, es decir al final el 27 de mayo de 1880, la unidad estaba reducida sólo a 369 hombres (incluyendo en esta cifra a los oficiales), es decir sólo un 29,7% del personal que teóricamente debía tener.

### Campaña de Lima (noviembre de 1880 a enero de 1881)
Nuevamente reorganizado, la unidad fue destinada a la I Brigada de la 1.ª División, en noviembre de 1879, volvió a salir a campaña, siendo desembarcado en el puerto de Pisco, donde permaneció hasta recibir orden de marchar hacia el norte, donde se fijaría un nuevo lugar de concentración para el ejército que pretendía ocupar Lima.
La marcha se realizó de modo brillante, moviéndose con inteligencia por un territorio hostil, no solo por ser territorio enemigo, sino también por la naturaleza del terreno, la marcha duró 13 días, durante los cuales la unidad debió lamentar sólo 2 bajas, 1 muerto y 1 herido al ser tiroteada la unidad mientras marchaba desde San Antonio a Mala, como castigo a este hostigamiento un pueblo fue incendiado así como fusilados dos civiles descubiertos cargando armas.
Lo cierto es que después de llegado a Lurín el General Baquedano entregó en una solemne ceremonia el estandarte a la unidad, este había sido encontrado por un cabo chileno en una Iglesia de Tacna.

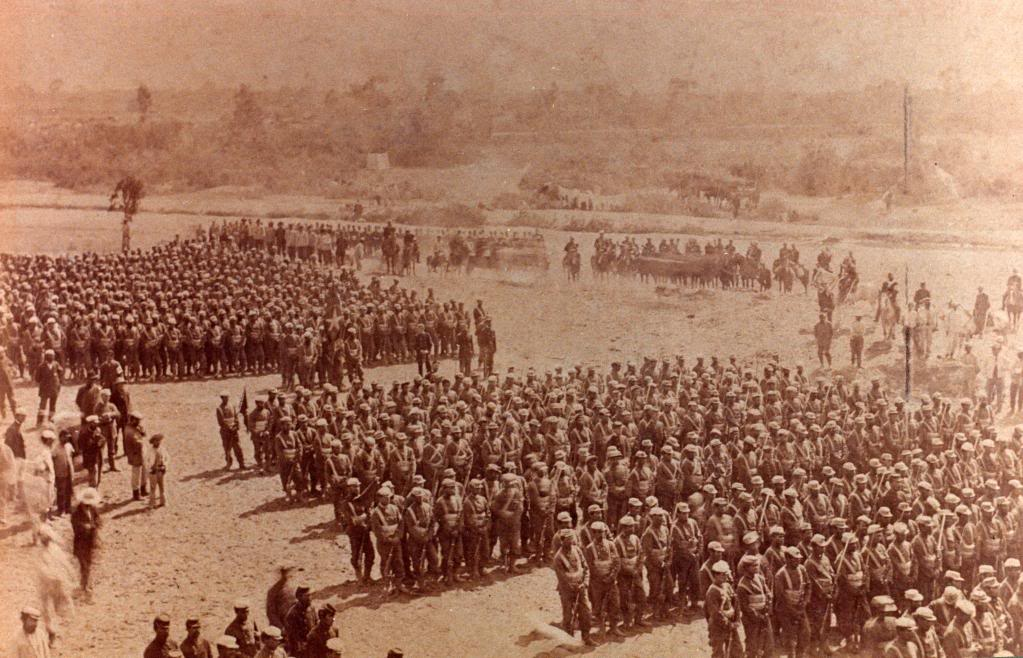
Regimiento 2.º de Línea en Lurín 1881

Con su enseña en sus manos nuevamente la unidad se puso en movimiento rumbo a Chorrillos, el 13 de enero de 1881, a la unidad le toca dura participación en los combates del ala derecha de la línea peruana, sufriendo graves bajas, entrado nuevamente en combate el 15 como refuerzo a la 3.ª División nuevamente sufre bajas superiores al 15% del efectivo, al final de ambas jornadas, de los 916 hombres que iniciaron la marcha desde Lurín sólo 541 permanecían ilesos, es decir menos del 50% teórico del personal de la unidad, de las 375 bajas, podíamos contar 107 muertos y 268 heridos.
En total desde el combate de Calama a la batalla de Miraflores, la unidad había perdido en acción 1041 hombres, 480 muertos y 561 heridos, es decir casi el equivalente al personal de un regimiento completo.

### Ocupación de Perú (enero de 1881 a agosto de 1883)
Con posterioridad a la caída de Lima, en marzo de 1881 la unidad nuevamente fue transformada en Batallón, denominándose a partir de entonces como Batallón “Tacna” 2.º de Línea
En septiembre de 1881 la unidad es encargada de desarmar las tropas del Gobierno de la Magdalena.
La unidad permaneció en Perú como fuerza de ocupación hasta el final de la guerra, participando en las más importantes expediciones a la sierra peruana, de enero a agosto de 1882, fue subordinada a la División del Centro, operando en la sierra central, habiendo sostenido fieros combates con las tropas peruanas del General Cáceres, destacan las acciones de Pucará, donde el batallón sostiene durante largo rato en solitario la acción contra el grueso de las tropas del General Cáceres y San Juan Cruz, donde dos compañías de la unidad son atacadas en la zona y luego reforzada por otras dos, en este episodio un cabo 1.º es ascendido en el campo de batalla a Sargento 2.º tras "fusilar a bayoneta" para ahorrar municiones a un grupo de peruanos que logró aislar del grueso de las fuerzas enemigas.
Para 1883, junto con el batallón Coquimbo n.º 3 de la Guardia Nacional, forman una columna que operara por varios meses nuevamente en la sierra central, primero bajo el Comando del Coronel del Canta y luego del Coronel Arriagada.
Hacia el final del conflicto la unidad es traslada al sur, participando en la campaña de Arequipa.

## Guerra Civil (1891)
La unidad participó en la Guerra Civil de 1891 manteniéndose fiel al Gobierno del Presidente Balmaceda, combatiendo en la Batalla de Placilla, en esta última acción la unidad presenta una fiera resistencia a las tropas revolucionarias, sin embargo, superada en número y medios la unidad es destruida, sus bajas pasan en aquella ocasión del 50%.
Una nueva unidad había sido creada por las tropas congresistas durante la Revolución de 1891, con el nombre de Batallón de Infantería N.º 2 "Valparaíso". Para agosto participa en las batallas de Con-cón y Placilla, donde son destruidas las unidades leales al Presidente Balmaceda, entre ellas el 2.
Durante este tiempo le fue asignado el nombre de "Regimiento de Infantería n.º 2 de Chile", siéndole asignado posteriormente el nombre de "Maipo".
Posteriormente, a raíz de la derrota del batallón del gobierno de Balmaceda, el batallón n.º 2 del Congreso, asumiría ser el n.º 2 de Chile, incluso actualmente custodia en sus instalaciones los restos del Comandante Ramírez, sin embargo, dicha unidad, solo tiene en común con la unidad aquí reseñada el número, pues ni el nombre conserva, en efecto el n.º 2 revolucionario del Congreso, actualmente lleva como nombre "Maipo", y no "Tacna", que fuera el nombre que los veteranos del 2.º ganaron en la batalla del Alto de la Alianza el 26 de mayo de 1880, y que le fue concedido después de la toma de Lima.
La heroica unidad, veterana de Arauco y de brillante participación en la guerra del Pacífico, fue destruida para siempre en los campos de Placilla.

### 11 de septiembre de 1973
Durante el Golpe de Estado del 11 de septiembre de 1973, la unidad se sumó a la asonada apoyando las acciones para controlar el puerto de Valparaíso junto con la Armada y Carabineros; y bloqueó la Ruta 68.

### Gran incendio de Valparaíso
En los incendios de Valparaíso de los años 2014, 2019 y 2004 el regimiento ayudó a combatir las llamas primero, y después ayudó, junto con el resto de las unidades de defensa desplegadas en la zona, a cooperar en tareas de orden y seguridad en beneficio de los damnificados, 
Actualmente su cuartel está ubicado en la ciudad de Valparaíso y está formado por:
- Batallón de Infantería Motorizada N° 2 "Maipo".
- Compañía de Morteros.

Su fecha de aniversario es el 27 de noviembre y participa en el día de las Glorias Navales el 21 de mayo en Valparaíso entonando el himno del Ejército de Chile "Los Viejos Estandartes" y algunas veces en la Parada militar de Chile en Santiago el 19 de septiembre de cada año.